# 寝屋川市立木屋小学校
寝屋川市立木屋小学校（ねやがわしりつ こやしょうがっこう）は、大阪府寝屋川市にある公立小学校。最寄り駅は京阪電鉄香里園駅。

## 沿革
- 1969年4月1日 - 寝屋川市立北小学校から分離開校
- 1969年6月15日 - 新校舎（現在地）に移転。この日を創立記念日とする。
- 1969年6月30日 - 給食室竣工
- 1970年8月7日 - プール竣工
- 1971年7月26日 - 新校舎竣工
- 1972年5月19日 - 体育館竣工
- 1983年4月1日 - 寝屋川市立友呂岐中学校の仮校舎を校内に設置
- 1983年12月27日 - 友呂岐中学校を新校舎（日新町）に移転

## 主な進路
- 寝屋川市立友呂岐中学校